# Mongols Motorcycle Club

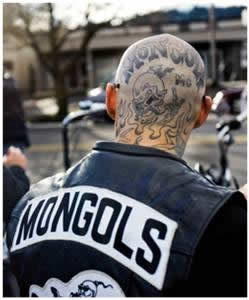
Un membro del club mongolo che sfoggia "colori" e tatuaggi.

I Mongols Motorcycle Club (Club di motociclismo dei Mongoli) talvolta chiamati anche Mongol Nation (Nazione mongola) o Mongol Brotherhood (fratellanza mongola) sono un club motociclistico disallineato dall'associazione AMA (un club cosiddetto "one-percenter") nonché banda di motociclisti dedita ad attività criminali.
Il club ha sede nella California meridionale negli Stati Uniti e fu in origine creato nel comune di Montebello nel 1969.
Le forze dell'ordine stimano il numero dei componenti tra le 1000 e le 1500 unità (compresa la loro propaggine australiana)
Negli Stati Uniti, oltre che in California, si trovano in altri 14 stati, mentre all'estero in 18 paesi.